# Res de nou a l'oest (pel·lícula de 2022)
Res de nou a l'oest (originalment en alemany, Im Westen nichts Neues) és una pel·lícula bèl·lica èpica de 2022 basada en la novel·la homònima de 1929 d'Erich Maria Remarque. Dirigida per Edward Berger, és protagonitzada per Felix Kammerer, Daniel Brühl, Albrecht Schuch, Sebastian Hülk, Aaron Hilmer, Edin Hasanovic i Devid Striesow. S'ha subtitulat al català.
Es va estrenar al Festival Internacional de Cinema de Toronto el 12 de setembre de 2022 i es va publicar en línia a Netflix el 28 d'octubre de 2022. L'agost de 2022, la pel·lícula es va anunciar com la candidata alemanya per al premi Oscar a la millor pel·lícula internacional. Va rebre nou nominacions als 95ns Premis Oscar, entre les quals destaca la de millor pel·lícula, millor pel·lícula a parla no anglesa i millor guió adaptat, i set de les catorze estatuetes a què optava als 76ns Premis BAFTA.

## Argument
Ambientada en els darrers anys de la Primera Guerra Mundial, segueix dos anys de la vida del soldat alemany Paul Bäumer (Felix Kammerer) que, després d'allistar-se a l'exèrcit alemany amb els seus amics, descobreix la crua realitat de la guerra, cosa que trenca les esperances de tots ells de convertir-se en herois.

## Repartiment
- Felix Kammerer com a Paul Bäumer
- Daniel Brühl com a Matthias Erzberger
- Albrecht Schuch com a Stanislaus "Kat" Katczinsky
- Moritz Klaus com a Franz Müller
- Aaron Hilmer com a Albert Kropp
- Edin Hasanovic com a Tjaden Stackfleet
- Devid Striesow com el General Friedrichs
- Sebastian Hülk com el Major Von Brixdorf
- Adrian Grünewald com a Ludwig Behm
- Thibault de Montalembert com el General Ferdinand Foch
- Andreas Döhler com a Leutnant Hoppe

## Al voltant de la pel·lícula
La novel·la homònima d'Erich Maria Remarque (títol original, Im Westen nichts neues) ja havia estat adaptada al cinema en dues ocasions anteriors. La primera Res de nou a l'oest, el 1930, produïda des de Hollywood per Universal Studios, amb direcció de Lewis Milestone, nascut a l’actual Moldàvia i nacionalitzat estatunidenc el 1919, que va ser guardonada amb dos Oscar, el de millor director i millor pel·lícula i nominada al millor guió adaptat i a la millor fotografia, en la tercera edició d’aquests premis.
La segona versió de Res de nou al front de l'oest va ser una adaptació televisiva també estatunidenca dirigida por Delbert Mann el 1979 amb Richard Thomas, Ernest Borgnine i Donald Pleasence en el repartiment. Mann, conegut pel seu film Marty, va aconseguir el Globus d’Or al millor telefilm i set candidatures als Emmy.
L’adaptació d’Edward Berger és la primera produïda a Alemanya i arriba a la plataforma Netflix després d’una estrena limitada als cinemes. Manté el sentit antibèlic de la novel·la original, ens acosta en primera persona al front occidental de la Primera Guerra Mundial, on les tropes alemanyes i franceses van lluitar d'una forma sagnant per tot just uns metres de territori, però a partir del nucli central hi afegeix relevants matisos amb una subtrama al voltant de les converses de pau, rendició i armistici entre Alemanya i França amb el polític i economista antimilitarista Matthias Erzberger (Daniel Brühl).
Es va anunciar el febrer de 2020 amb Edward Berger com a director i Daniel Brühl com a actor principal. La pel·lícula té lloc principalment a França, amb escenes anteriors ambientades a Alemanya, però la majoria del rodatge va tenir lloc als afores de Praga, a la República Txeca, a mitjans del 2021.

## Recepció
A l'agregador en línia de ressenyes de pel·lícules Rotten Tomatoes, Res de nou a l'oest obté una valoració positiva del 92% dels crítics sobre un total de 133 revisions, amb una valoració mitjana de 8,4/10. L'opinió dels espectadors és positiva en el 90% amb una puntuació de 4,4/5. La pel·lícula va rebre un gran reconeixement de la crítica per la fidelitat al material original i el seu missatge oportú contra la guerra.

### Crítica
Tal com destaca Nick Schager a The Daily Beast, els plans del film idèntics d'una serralada llunyana amb vistes a un bosc boirós, representen una articulació visual de la inutilitat de la campanya del Front Occidental d'Alemanya, amb el terrible efecte transformador que la Gran Guerra va tenir en els seus participants.
Per Manuel D'Ocon a Fotogramas, Berger marca de forma continuada en el film l'oposició entre la vida i la mort amb un ús continu de plànols recurs en què la natura se'ns mostra estèticament impecable. Tot i que hi ha moments de molta duresa en el camp de batalla ho combina amb moments on els personatges es troben intentant gaudir del petit moment al voltant d'una olla de sopa, llegint les cartes que els arriben, tot representant el vincle amb el que està fora, narrant la cruesa que representen aquests enfrontaments per uns nois aliens a les decisions polítiques que els han portat fins a les trinxeres. Una mostra de l'absurditat de la guerra està reflectida en els darrers minuts de la pel·lícula amb l'atac dels alemanys, obligats pel seu comandament superior, durant el quart d'hora final de la Gran Guerra, un gest absurd que converteix uns supervivents del front, en noves víctimes.